# جامبروكا
جامبروكا بلدية في ولاية ميناس جيرايس في المنطقة الجنوبية الشرقية من البرازيل.   